# Ace Comics
Ace Comics var en amerikansk serietidning 1937–1949 som publicerades av David McKay Publications. Tidningen innehöll en blandning av de äventyrs- och humorserier som producerades av King Features för publicering som dagsstrippar i de amerikanska nyhetstidningarna.
Det första numret som kom ut i april 1937 innehöll bland annat serierna Djungel-Jim (Jungle Jim) av Alex Raymond, Blondie och Katten Felix (Felix the Cat). I det elfte numret (februari 1938) återpublicerades för första gången Lee Falks Fantomen-strippar i en amerikansk serietidning. Ace Comics fortsatte därefter att introducera nya figurer som Brick Bradford och Ensamma Vargen (Lone Ranger) fram till tidningen lades ner 1949 med nummer #151.